# Алексеевское муниципальное образование (Хвалынский район)
Алексеевское муниципальное образование — сельское поселение в Хвалынском районе Саратовской области Российской Федерации.
Административный центр — посёлок Алексеевка.

## История
Статус и границы сельского поселения установлены Законом Саратовской области от 29 декабря 2004 года N 112-ЗСО «О муниципальных образованиях, входящих в состав Хвалынского района».
Законом Саратовской области от 22 апреля 2016 года № 49-ЗСО, были преобразованы, путём их объединения, Алексеевское и Апалихинское муниципальные образования — в Алексеевское муниципальное образование, наделённое статусом сельского поселения, с административным центром в посёлке Алексеевка.

## Население
| 2010  | 2011  | 2012  | 2013  | 2014  | 2015  | 2016  |
| ----- | ----- | ----- | ----- | ----- | ----- | ----- |
| 2471  | ↘2465 | ↗2494 | ↗2650 | ↗2748 | ↘2723 | ↘2582 |
| 2017  | 2018  | 2019  | 2020  | 2021  |       |       |
| ↗3071 | ↗3076 | ↘2988 | ↘2943 | ↘2674 |       |       |

## Состав сельского поселения
| № | Населённый пункт | Тип населённого пункта          | Население |
| - | ---------------- | ------------------------------- | --------- |
| 1 | Алексеевка       | посёлок, административный центр | ↘1936     |
| 2 | Апалиха          | село                            | ↘519      |
| 3 | Демкино          | село                            | ↘96       |
| 4 | Новояблонка      | село                            | ↘137      |
| 5 | Победа           | посёлок                         | ↘66       |
| 6 | Селитьба         | село                            | ↘209      |
| 7 | Старая Яблонка   | село                            | ↘123      |